# Blossom (Texas)
Blossom è un centro abitato degli Stati Uniti d'America situato nella contea di Lamar dello Stato del Texas.
La popolazione era di 1.494 persone al censimento del 2010.

## Geografia fisica
Blossom è situata a 33°39′41″N 95°23′01″W (33.661395, -95.383675).
Secondo lo United States Census Bureau, ha un'area totale di 2,5 miglia quadrate (6,5 km²), di cui 2,5 miglia quadrate (6,5 km²) di terreno e 0,04 miglia quadrate (0,10 km², 1.57%) d'acqua.

## Società

### Evoluzione demografica
Secondo il censimento of 2001, c'erano 1.439 persone, 571 nuclei familiari e 424 famiglie residenti nella città. La densità di popolazione era di 573,2 persone per miglio quadrato (221,4/km²). C'erano 606 unità abitative a una densità media di 241,4 per miglio quadrato (93,2/km²). La composizione etnica della città era formata dal 94,30% di bianchi, il 2,08% di afroamericani, l'1,18% di nativi americani, lo 0,14% di asiatici, l'1,39% di altre razze, e lo 0,90% di due o più etnie. Ispanici o latinos di qualunque razza erano il 6,67% della popolazione.
C'erano 571 nuclei familiari di cui il 34,2% aveva figli di età inferiore ai 18 anni, il 59,5% aveva coppie sposate conviventi, il 9,8% aveva un capofamiglia femmina senza marito, e il 25,7% erano non-famiglie. Il 23,3% di tutti i nuclei familiari erano individuali e l'11,9% aveva componenti con un'età di 65 anni o più che vivevano da soli. Il numero di componenti medio di un nucleo familiare era di 2,52 e quello di una famiglia era di 2,96.
La popolazione era composta dal 26,7% di persone sotto i 18 anni, l'8,4% di persone dai 18 ai 24 anni, il 27,2% di persone dai 25 ai 44 anni, il 24,2% di persone dai 45 ai 64 anni, e il 13,6% di persone di 65 anni o più. L'età media era di 35 anni. Per ogni 100 femmine c'erano 103,0 maschi. Per ogni 100 femmine dai 18 anni in giù, c'erano 92,2 maschi.
Il reddito medio di un nucleo familiare era di 28.235 dollari e quello di una famiglia era di 33.750 dollari. I maschi avevano un reddito medio di 27.813 dollari contro i 21.136 dollari delle femmine. Il reddito pro capite era di 15.143 dollari. Circa il 10,9% delle famiglie e il 12,7% della popolazione erano sotto la soglia di povertà, incluso il 15,9% di persone sotto i 18 anni e il 13,7% di persone di 65 anni o più.